# Il sangue è randagio
Il sangue è randagio è un romanzo dello scrittore statunitense James Ellroy, pubblicato nel 2009.
È il terzo volume della cosiddetta Trilogia americana (Underworld USA Trilogy), preceduto da American Tabloid (1995) e da Sei pezzi da mille (2001). Copre il periodo subito successivo all'assassinio di Robert F. Kennedy arrivando fino alla morte di J. Edgar Hoover.
Il titolo originale (Blood's a Rover) viene da una poesia di A. E. Housman: Reveille.
(Reveille, di A. E. Housman)

## Storia editoriale
Il libro è stato tradotto in francese, giapponese, danese, spagnolo, tedesco, svedese, polacco, portoghese, olandese, oltre che in italiano.

## Trama

### Allora
Los Angeles, 1964: una violenta rapina a un furgone blindato porta alcuni malviventi a prendere possesso di una notevole quantità di soldi e a un sacco di smeraldi. Poi uno di loro uccide i suoi complici e ne brucia i corpi per non far risalire alla loro identità. Il caso rimane irrisolto ossessionando per anni il sergente Scotty Bennett.

### Prima parte - Un casino dopo l'altro
1968.
Rispettivamente per la morte di Martin Luther King e Robert Kennedy, James Earl Ray e Sirhan Sirhan vengono arrestati; J. Edgar Hoover si occupa degli strascichi dei due attentati mentre Carlos Marcello sistema il caso del delitto Tedrow. Wayne si assicura un ruolo di spicco nello staff di Howard Hughes in quanto si dichiara capace di preparargli composti chimici che possano renderlo più malleabile e di saper gestire i suoi affari con la mala; Carlos affida quindi al giovane il proseguimento della vendita dei casinò al magnate con particolare attenzione alle scremature dei profitti a favore dell'Organizzazione.
Hoover e Dwight, insoddisfatti dal fatto che la morte di King non abbia frenato la rivalsa degli afroamericani, programmano operazioni di sabotaggio in alcune organizzazioni quali Pantere Nere, United Slaves e i più violenti e controversi ATN (Alleanza della Tribù Nera) e FLMM (Fronte di Liberazione Mau-Mau). Chiede aiuto a Karen, la sua amante e informatrice con passione per gli esplosivi.
L'imprenditore Fred Hiltz, famoso editore di opuscoli razzisti ed ex rivale di Tedrow Senior, incarica il giovane detective privato Donald Lindscott Crutchfield di ritrovare una ragazza, Gretchen Farr, che dopo averci avuto un rapporto sessuale è scappata rubandogli quattordicimila dollari. Dopo le prime indagini di Crutch, Hiltz gli rivela di aver trovato negli effetti personali di Gretchen il contatto di un certo Arnie Moffett, il quale ha raccontato che la ragazza sta cercando di avvicinare un pezzo grosso del giro di Hughes, tale Farlan Brown, perché vuole ottenere la ricompensa proposta dalla rivista Life a chi riuscirà a procurare una foto del magnate, che da quando si è buttato sulle droghe è uscito dai riflettori. Hiltz vuole precedere Gretchen nell'obiettivo e propone a Crutch di aiutarlo avvicinando Wayne, nuovo uomo di punta nello staff di Hughes. Il giovane investigatore, continuando a cercare Gretchen, scopre che è bisessuale, poi rinviene la scena di un orrendo delitto in una villa poco lontano a fin dove ha seguito la ragazza con la sua amante, la quale, vede, ha una ferita su un braccio.
L'Organizzazione porta avanti il piano per issare nuovi casinò nell'America Latina, e Wayne convince i boss a includere Mesplède nel gruppo di ricognizione che cercherà i terreni adatti su cui costruire.
Janice muore di cancro. Crutch, indagando su Farlan Brown e lo staff di Hughes, identifica Wayne e lo pedina mentre è con Mesplède; l'ex poliziotto se ne accorge e chiede di eliminare la seccatura al sicario francese. Questi raggiunge Crutch ma, volendo dare una svolta alla sua vita violenta, lo risparmia; i due, anzi, diventano amici. Il giovane detective risale poi all'identità dell'amante di Gretchen, che si chiama Joan, e a un numero da cui la ragazza è stata contattata: appartiene a Sam Giancana. L'indagine sembra arrivare a un punto morto, considerando anche l'intoccabilità del boss, ma Crutch decide di dare una scossa alla sua esistenza quando, continuando a seguire Wayne anche tramite le cimici di Turentine, scopre che lui, Fred Otash e Mesplède compiono violente missioni segrete per conto dell'FBI e decide di farne parte.
Dwight è ancora in cerca di soci per l'operazione sulle associazioni che lottano per i diritti civili; la sua compagna Karen gli propone Joan. Wayne accetta un nuovo incarico: cercare Reginald, il figlio scomparso dell'afroamericana Mary Beth Hazzard, che ha a simpatia l'ex poliziotto perché ha ucciso Durfee, il quale anni prima l'aveva violentata.

### Seconda parte - Cercagrane
Le operazioni di Dwight cominciano con ATN e FLMM; l'infiltrato prescelto per creare dissenso in esse è l'agente nero Marshall Bowen, mentre Joan fa da informatrice svendendo per soldi la sua fede comunista.
Crutch comincia a collaborare con Wayne e Mesplède e ha il compito di sabotare la campagna elettorale di Hubert Humphrey per favorire Richard Nixon. Nel tempo libero continua a cercare Gretchen, non interrompendo le indagini neanche quando Fred viene barbaramente assassinato. La ragazza scomparsa in realtà si chiama Janet Sherbourne e faceva l'hostessprima di essere arrestata per possesso di documenti falsi, evasa di galera e uscita di scena. Spulciando libri su Santo Domingo, dove lei si recava spesso per lavoro, Crutch trova foto di tatuaggi simili a quello che aveva il cadavere smembrato nella villa accanto a dove aveva visto Gretchen con Joan.
Nixon diventa Presidente degli Stati Uniti d'America. Wayne raccoglie informazioni su Reginald che, sparito da cinque anni, era stato malmenato e preso in custodia dalla polizia perché in possesso di una pistola ma fatto poi uscire su cauzione grazie a una fantomatica donna con una ferita su un braccio, cioè Joan.
Crutch, che aveva inizialmente ricevuto il compito di pedinare Bowen per testarne la bontà da infiltrato, continua a farlo quando scopre che il giovane è gay. Appena lo vede colloquiare con Joan torna nella villa del delitto e vi trova tracce di vecchi raduni comunisti e un nome, Thomas Narduno, che si riferisce a un uomo casualmente ucciso durante un massacro a una tavola calda ordito da Hoover ed eseguito da Wayne e Dwight per mettere a tacere pericolose illazioni sugli attentati a King e Bob Kennedy. Il nome di Narduno, che al momento della morte nascondeva una cimice, compare anche tra le cancellature di un fascicolo su Joan che Wayne rende leggibile tramite sostanze chimiche su richiesta di Dwight. Bennett, ex superiore di Bowen, vorrebbe sapere in cosa viene impegnato il giovane afroamericano ma Dwight non lo accontenta.
1969.
Bowen si divide tra ATN e FLMM, che rivaleggiano tra loro. 

### Terza parte - Zona Zombi
Wayne delega a Mesplède la ricerca di territori per i nuovi casinò dell'Organizzazione. Dwight vorrebbe che Bowen favorisse lo spaccio di eroina tra le persone di colore per ottenere soldi da investire in una nuova causa cubana. Il giovane infiltrato vede una foto di Reginald e, avendo assistito da lontano alla rapina del 1964 al furgone blindato, ne ricorda il volto quando vide un secondo rapinatore fuggire dal luogo incriminato. 
Mentre per costruire i casinò molti autoctoni delle zone prescelte vengono ridotti in schiavitù, Crutch e Mesplède, all'insaputa di Wayne, si danno allo spaccio di eroina a Santo Domingo; il giovane detective ne approfitta per cercare lì Gretchen dopo aver letto e decifrato alcuni suoi appunti che sembrano rifarsi a riti vudù e magia nera. Wayne comincia a frequentare ufficialmente Mary Beth mentre cerca informazioni sulla donna che pagò la cauzione a Reginald e la identifica in Joan.
Bowen è testimone di alcune rapine messe a segno dall'afroamericano Jomo Clarkson, membro dell'FLMM, e lo denuncia alla polizia per accattivarsi la simpatia dell'ATN. Il ragazzo confessa di aver ucciso Hiltz, poi si toglie la vita in carcere.
Crutch, parlando con Giancana, scopre che Gretchen è la sua compagna e si fa chiamare Celia, così comincia a intercettarla. Sente anche parlare di smeraldi adorati in Repubblica Dominicana perché glorificati nei testi vudù. Continua a occuparsi dell'indagine durante mesi trascorsi tra casinò da costruire ed eroina da spacciare. Dwight viene pressato da Wayne che gli chiede informazioni su Joan ma l'uomo, che frequenta ancora Karen, è affascinato dalla misteriosa donna e non collabora.
1970.
La missione di Bowen nell'ATM è a un punto morto. Wayne compie alcuni sabotaggi ai cantieri dei casinò per far ricadere la colpa sui comunisti; il presidente dominicano Joaquín Balaguer scopre il vero responsabile ma acconsente a crude rappresaglie che fermino sul nascere i nuovi dissidenti Fastristiidel Castro. Crutch deve quindi abbandonare le sue attività sudamericane e, furibondo, usa le sue nuove conoscenze in ambito vudù per lanciare un anatema su Tedrow, che poco dopo viene scannato da alcuni banditi. Ciò provoca un forte rammarico in Crutch, il quale, per sdebitarsi moralmente col defunto socio, decide di concluderne l'indagine. I disordini dominicani portano Nixon a far mancare il suo appoggio ai boss per la costruzione dei casinò.
Segnato nel corpo e nella mente da tutte queste esperienze, Dwight si chiude in clinica per otto mesi.

### Quarta parte - Il cartello dei negri
Mentre Hoover, che ora soffre di gravi problemi di salute, è sempre più maniaco di controlli e intercettazioni, Bennett e Bowen discutono insieme i particolari della rapina del 1964; sembra che gli smeraldi rubati fossero destinati a Hiltz, e che il rapinatore fuggito fosse proprio Reginald. In realtà poi Bennett mette Crutch a pedinare Bowen perché non si fida di lui perché la missione sotto copertura l'ha reso particolarmente spigliato e, quindi, pericoloso.
1971.
Per liberarsi del suo giogo Dwight progetta con Crutch e Joan di uccidere Hoover, ormai fuori controllo, facendo ricadere la colpa su Bowen con la scusante dell'odio razziale alimentato dal direttore dell'FBI. Nel piano ci rientrano anche Fred Otash e Fred Turentine, il killer prescelto è la loro vecchia conoscenza Bob Relyea; e viene coinvolto anche Sal Mineo affinché agganci Bowen. L'attore racconta a Crutch di aver visto Gretchen molto tempo prima che sparisse, e che, prima di regalargli un piccolo smeraldo, gli aveva parlato di una Maria che il detective identifica col cadavere ritrovato nella villa.
Marsh e Scotty intanto risalgono a chi riciclava parte della refurtiva di quella famosa rapina: Lionel Thornton, direttore di banca e informatore dell'FBI. Questi si fa uccidere piuttosto che rivelare dove sia il suo caveau nascosto. Intanto Dwight e Karen compiono un'effrazione in uno dei tanti archivi del Bureau, rubano molti fascicoli e rendono pubbliche le sorveglianze illegali dei federali nelle organizzazioni politiche. Crutch scopre che il fascicolo su Joan era stato parzialmente cancellato da un loro amico poliziotto, Jack Leahy.

### Quinta parte - Un'arma da depistaggio
1972.
Avvisato da Crutch, Bowen si prepara ad andarsene; rintracciato poi Reginald, lo lascia andare e lui gli regala uno smeraldo. Infine, tra i tumulti di Haiti, viene raggiunto e ucciso da alcuni banditi. Ciò manda all'aria il piano di Dwight.
Leahy si dimette dalla polizia e fa perdere le sue tracce. Dwight e Scotty si ritrovano per chiudere ogni faccenda senza pestarsi i piedi. Si spartiscono gli smeraldi e i soldi trovati nel caveau segreto di Thornton che nel frattempo hanno finalmente saccheggiato; Bennett vorrebbe eliminare Crutch, che ha capito tante cose di quanto accaduto finora, ma Holly si oppone. Mentre contrattano la situazione sfugge accidentalmente di mano e i due si sparano a vicenda: ha la peggio Dwight, che muore. Scotty programma di affibbiargli ogni colpa possibile ma pochi giorni dopo viene ucciso da Karen. Crutch va da Joan per parlarle e chiarire molte cose.

### Sesta parte - La compagna Joan
Joan racconta la storia degli smeraldi: lei, Leahy, Karen e Gretchen volevano mettere le mani sulle pietre preziose contrabbandate da Hiltz. Avevano coinvolto Reginald, brillante in chimica, che avrebbe dovuto far sparire i corpi di alcuni banditi di mezza tacca da sfruttare per la missione. Fred aveva passato anni a studiare fascicoli e dossier per capire chi avesse organizzato il colpo, così Gretchen le si era fatta avanti per rubarle soldi e spaventarlo; lui invece aveva commissionato il suo ritrovamento a Crutch, e il successivo intervento di Jomo, ingaggiato da Joan, si era risolto con la morte di Hiltz per mano del giovane criminale. Il cadavere trovato nella villa era di una ragazza, Maria, che aveva tradito la fede comunista di questo gruppo di improvvisati criminali. Gli smeraldi poi erano destinati alle famiglie afroamericane in difficoltà; Reginald è nascosto in quel di Haiti. 
Crutch è deciso a riportare a Mary Beth suo figlio, e riesce nel suo intento; trova anche Gretchen, che invece rimane ad Haiti. Infine comincia una relazione con Joan, la quale rimane incinta. Karen cambia identità e sparisce, Hoover muore d'infarto, Jack non sarà mai trovato.

### Oggi
Crutch racconta che ora dirige un'importante agenzia investigativa e sta ancora con Joan.

## Edizioni
- (EN) James Ellroy, Blood's a Rover, 1ª ed., New York, Alfred A. Knopf, 2009, ISBN 978-0-679-40393-7.
- James Ellroy, Il sangue è randagio, traduzione di Giuseppe Costigliola, Collana Scrittori italiani e stranieri, Milano, Mondadori, 2010, ISBN 978-88-045-9386-7.
- James Ellroy, Il sangue è randagio, traduzione di Giuseppe Costigliola, Collana Oscar Contemporanea, Milano, Mondadori, 2011, ISBN 978-88-046-0514-0.
- James Ellroy, Il sangue è randagio, traduzione di Giuseppe Costigliola, n. 451, Collana Oscar, Milano, Mondadori, 2019, ISBN 978-88-047-0455-3.
- James Ellroy, Il sangue è randagio, traduzione di Giuseppe Costigliola, Collana Super ET, Torino, Einaudi, 2022, ISBN 978-88-062-5386-8.